# Victor de Tornaco
Victor de Tornaco (ur. 5 lipca 1805 w Sterpenich, zm. 26 września 1875 w Voordt) – luksemburski polityk, baron. Czwarty premier Luksemburga, sprawujący urząd od 26 września 1860 roku do 3 grudnia 1867 roku.